# Megan Hodge-Easy
Megan Hodge-Easy, z d. Hodge (ur. 15 października 1988 na wyspie Saint Thomas) – amerykańska siatkarka, reprezentantka kraju grająca na pozycji przyjmującej. W sezonie 2011/2012 występowała w PlusLidze Kobiet, w drużynie Atom Trefl Sopot. 
W 2009 roku zdobyła nagrodę Sport Honda w Stanach Zjednoczonych.

## Życie prywatne
Jej rodzice Michael i Carmen reprezentowali Wyspy Dziewicze w siatkówce. 29 czerwca 2013 roku wyszła za mąż za Omara Easy. Uroczystość odbyła się na wyspie Saint Thomas.

## Sukcesy klubowe
| Osiągnięcie                | Trofeum        | Sezon/Rok                       |
| Mistrzostwa NCAA           | złoto          | 2006/2007, 2007/2008, 2008/2009 |
| Puchar Włoch               | złoto          | 2010/2011                       |
| Mistrzostwo Włoch          | złoto · srebro | 2015/2016, 2017/2018 2010/2011  |
| Mistrzostwo Polski         | złoto          | 2011/2012                       |
| Mistrzostwo Azerbejdżanu   | srebro         | 2012/2013                       |
| Klubowe Mistrzostwa Świata | brąz           | 2013                            |
| Liga Mistrzyń              | brąz           | 2017/2018                       |
| Superpuchar Włoch          | złoto          | 2018                            |
| Puchar Brazylii            | złoto          | 2020/2021                       |
| Mistrzostwo Brazylii       | złoto          | 2020/2021                       |

## Sukcesy reprezentacyjne
| Osiągnięcie                                                  | Trofeum       | Rok                    |
| Mistrzostwa Ameryki Północnej, Środkowej i Karaibów Juniorek | złoto         | 2004                   |
| Puchar Panamerykański                                        | złoto · brąz  | 2013 2010, 2011        |
| Volley Masters Montreux                                      | srebro        | 2010                   |
| Grand Prix                                                   | złoto         | 2010, 2011, 2012, 2015 |
| Puchar Świata                                                | srebro · brąz | 2011 2015              |
| Mistrzostwa Ameryki Północnej, Środkowej i Karaibów          | złoto         | 2011, 2015             |
| Igrzyska Olimpijskie                                         | srebro        | 2012                   |

## Nagrody, wyróżnienia
- 2004: MVP i najlepsza atakująca Mistrzostw Ameryki Północnej, Środkowej i Karaibów Juniorek
- 2007: Most Outstanding Player Mistrzostw Uniwersyteckich
- 2008: MVP Mistrzostw Uniwersyteckich
- 2008: Most Outstanding Player Mistrzostw Uniwersyteckich
- 2009: MVP Mistrzostw Uniwersyteckich
- 2009: Nagroda Sport Honda
- 2012: Najlepsza atakująca Pucharu Polski
- 2012: MVP i najlepsza punktująca Grand Prix[3]
- 2013: Najlepsza atakująca Pucharu Panamerykańskiego